# República Dominicana
|  | No s'ha de confondre amb Dominica. |

La República Dominicana és un estat de la Regió del Carib que ocupa les dues terceres parts de l'illa de la Hispaniola, la segona illa més gran de l'arxipèlag de les Antilles. Limita a l'oest amb Haití i està separat, a l'est, de l'illa de Puerto Rico pel pas de la Mona. Té una superfície territorial de 48.442 km² i una població de més de 10 milions d'habitants. La seu del govern i capital del país és Santo Domingo de Guzmán (o, en versió abreujada, Santo Domingo).

## Etimologia
Des de temps immemorials, els taínos anomenaven l'illa Haití, és a dir, "terra alta i muntanyosa", malgrat que d'altres gosaven dir-li Quisqueya, que vol dir "mare de totes les terres". Aquest últim nom va ser recuperat en el segle xix pels nacionalistes romàntics que lideraren la gesta independentista i que compongueren, amb ell, l'Himne Nacional.
El 5 de desembre de 1492, Cristòfor Colom va descobrir l'illa de Quisqueya, la qual batejà amb el nom d'Hispaniola, que en llatí vulgar significa "la petita Espanya" o "l'Espanyola". El 1697, mitjançant el Tractat de Rijswijk, Espanya va donar a França la part occidental de l'Illa - l'actual República d'Haití -, tot conservant-ne l'oriental, anomenada més tard "Santo Domingo Espanyol" o "Santo Domingo Oriental".
El 27 de febrer de 1844, amb la independència del País del seu veí, els Trinitaris el designaren República Dominicana, fent així honor a l'Orde dels Predicadors, coneguts popularment com a "dominics". Aquest orde mendicant va ser un dels primers a establir-se a l'Illa, i es van destacar per la defensa dels drets dels indis taínos.

## Història
La història de la República Dominicana ocupa les dues terceres parts de l'illa Hispaniola, situada a les Antilles Majors. Les successives onades d'immigrants arawaks, movent-se cap al nord des del delta de l'Orinoco a l'Amèrica del Sud, es van establir a les illes del Carib. Al voltant de l'any 600, els indis taïnos o taïns, una cultura arawak, van arribar a l'illa, desplaçant els habitants anteriors. Estaven organitzats en cacicats, cadascun dirigit per un cacic o cap. Els últims migrants arawaks, els caribs, van començar a moure's fins a les Antilles Menors el segle xii, i envaïen llogarets taïnos a la costa oriental de l'illa a la vegada que arribaven els espanyols el 1492.

### Societat taïna
L'illa de Quisqueya estava ocupada, abans de la Conquesta espanyola, per diversos pobles indígenes. Aquests procedien del nord de l'Amèrica del Sud, pròpiament de les conques dels rius Orinoco, Xingú i Tapajós, situats en Veneçuela i les dues Guaianes.
Un dels grups procedents d'Amèrica del Sud, que van arribar a l'illa de Santo Domingo, eren els ciguays, mestissos de les races carib i arawak, que es varen establir al nord-est de l'illa. Aquests no van tenir un gran desenvolupament, igual que els macoritxos, ja que no coneixien l'agricultura.
Un altre grup eren els ciboneys, que es dedicaven a la caça, la pesca i la collita de fruites. Utilitzant instruments confeccionats amb petxines i ossos d'animals, van arribar a polir la pedra per fabricar objectes i estris.
Els ingerís va ser un altre grup procedent de Veneçuela. Aquests eren agricultors i van treballar la ceràmica, decorada amb pintura. Representen el grup més nombrós dels immigrants d'Amèrica del Sud. Van arribar a Puerto Rico i des d'allà van passar al sud-oest de l'illa de Santo Domingo.
El grup principal, trobat pels espanyols a l'illa, eren els taïnos, que practicaven una agricultura de frega i monticle. Per conrear la terra van usar el sistema dels munts, que consistia a acumular la terra en forma circular i sobre aquests munts sembrar iuca, batata, blat de moro i altres fruits que consumien. Utilitzaven la coa, com a instrument per fer clots sobre els munts i sembrar les llavors o les estaques. També es van destacar en les tasques artesanals, per la seva dedicada decoració d'objectes religiosos com ara vasos de ceràmiques d'ús ritual, el dúho o seient del cacic; teixien hamaques amb fibres vegetals com ara el cotó, i enfilaven collars, amb els quals s'adornaven.

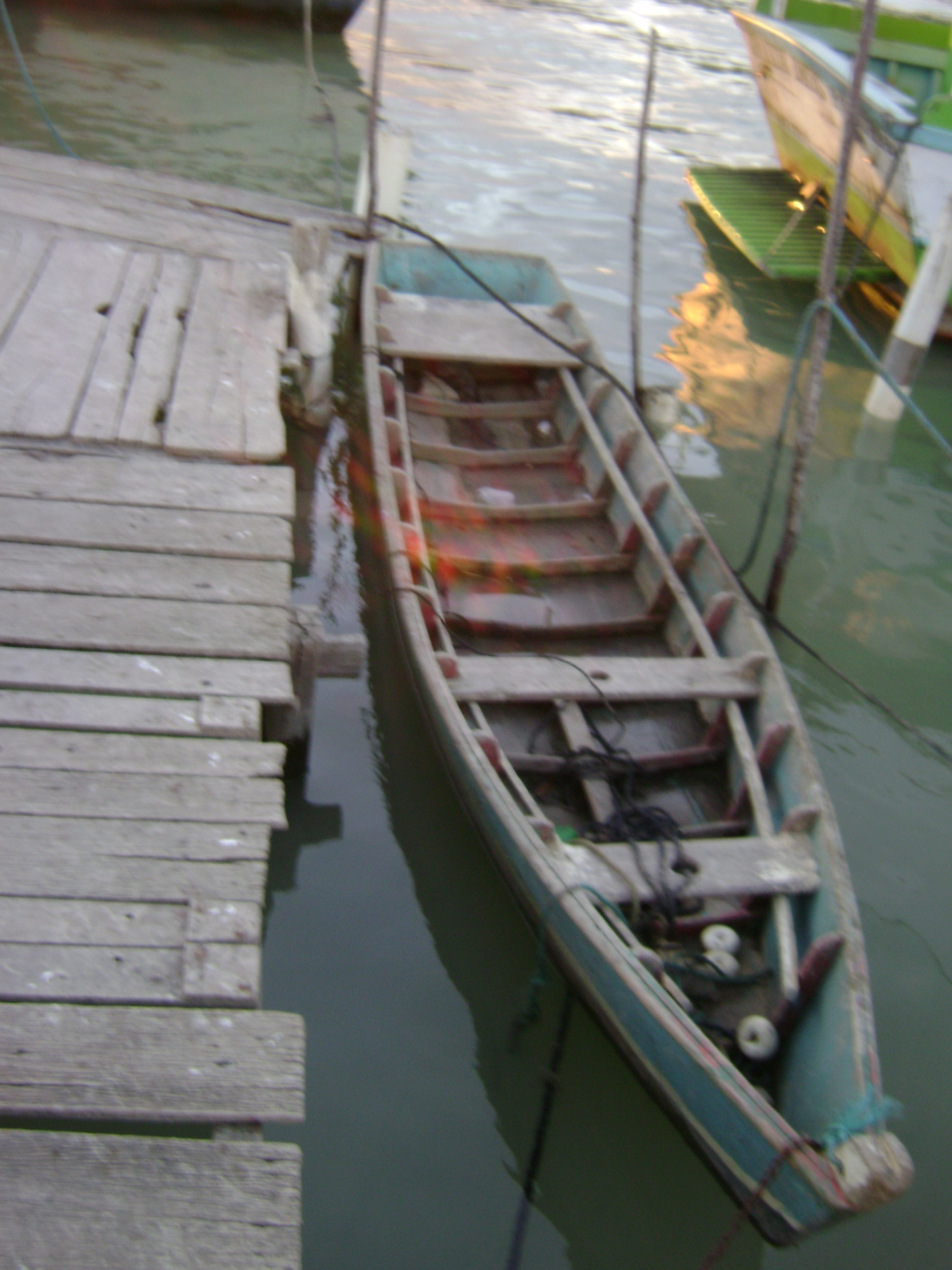
Canoa com els que usaven els taïnos. Aquesta és de Alcobaça, Bahia, al Brasil

Els taïnos eren de mitjana estatura, pell de coure, cabells llisos i anaven semi-nus. Vivien en cabanyes construïdes amb troncs, yagué (Banisteriopsis caapi?), fulles de canya i altres materials. Aquestes cabanyes eren construïdes de dues formes: circular; anomenada caney, on vivien les grans famílies i la rectangular, anomenada bohío, on vivia el cacic.
Les tribus eren dirigides per un cacic, que s'encarregava de l'organització i defensa de la tribu i de presidir les cerimònies religioses. Els principals cacics, a l'arribada dels espanyols eren: Guacanagarix, Bohechío, Caonabó, Cayacoa i Guarionex. El cacic estava acompanyat d'un ajudant, que era el nitaí, i dels behics, tots considerats homes savis i consellers dels cacics.
Els taïnos creien en diferents déus que anomenaven zemís. Les imatges dels zemís el feien de fusta o pedra. El déu principal era Yucahu o déu de la iuca, el seu principal aliment. També tenien altres déus com ara Atubey, mare de Yucahu, i Guabanex, deessa que es relacionava amb la pluja, el vent i els huracans. En honor dels déus celebraven el ritu de la cohoba i feien festes anomenades areïts, amb les quals commemoraven fets importants.

### Descobriment i conquesta
El 5 de desembre de 1492, Cristòfor Colom va arribar a l'illa de Quisqueya. Més tard, el 14 de setembre del 1494, durant el seu segon viatge, descobreix una altra illa coneguda pels taïnos com a Adamanay, tot creient que es tractava de la mateixa illa d'Hispaniola. Un dels colonitzadors, el savonès Miguel Cunneo, va advertir que es tractava d'una illa independent de la Hispaniola; llavors Colom la va batejar "Bella Savonesa", en honor del company. En l'actualitat es diu illa Saona i és part del territori nacional dominicà.
Quan els europeus arriben definitivament a l'illa, els indígenes els atribuïxen poders sobrenaturals i els tracten amb honors i veneració. Aquesta era una societat totalment diferent a la societat europea. Guacanagarix, el cacic que va allotjar a Cristòfor Colom i els seus homes, els va tractar molt cortesament i els va concedir tots els desitjos que van voler.
Amb aquest descobriment, dues cultures totalment alienes es varen trobar i, amb aquest fet, es va produir la fundació de la primera església, la primera missa catòlica, la primera batalla amb europeus, la primera Capitania General, el primer tribunal, la primera casa de pedra construïda pels espanyols a Amèrica, el primer virregnat, la primera Universitat, el primer hospital, el primer ingeni sucrer, la primera catedral, la primera fortalesa, el primer convent, l'escriptura del primer llibre d'un europeu a Amèrica, la primera rebel·lió d'amerindis i d'afroamericans, entre d'altres. Els dominicans són ben conscients del fet que tenen la primacia històrica i cultural de tot el Continent Americà, ja que foren l'assentament colonial més antic.
Allà mateix, es troba la famosa Cova de Cotubanamá, anomenada així al segle xvi en memòria d'un cacic taïno, el qual, mentre fugia de les matances de Nicolás d'Ovando, va decidir, sense gaire èxit, de cercar refugi a l'illa, però va ser capturat i executat. Durant el segle xvi, l'Espanyola va gaudir de bona posició econòmica i social, però des de la fi d'aquell segle i a partir de la conquesta de Terra Ferma (les grans masses territorials d'Amèrica del Nord i Amèrica del Sud), l'illa va anar quedant relegada a un segon pla, enfonsant-se cada vegada més en la pobresa. També van influir en la seva situació els atacs de corsaris anglesos, Francis Drake entre ells, que van destruir gran part de les ciutats i poblacions establertes fins aquell moment.
Entre el 1605 i 1606 es va dur a terme un procés de despoblament de la part oest de l'illa, fenomen conegut com «les devastacions d'Osorio» (degut a Antonio Osorio, llavors governador espanyol de l'Illa), el qual va donar inici a un procés de repoblament del territori, deixant entrar bucaners i filibusters francesos. Aquests últims, amb l'ajut de França, constituiran una colònia que després seria el Saint Domingue francès, i més tard la República d'Haití, quedant dividida l'illa actualment en dos estats independents.

### Alliberament d'Haití
Després de la declaració d'independència d'Haití el 1804, diversos governants haitians van tractar d'unificar l'illa, la qual cosa van assolir l'any 1822, tan sols setmanes després que la part oriental de l'illa adquirís la independència d'Espanya en un breu període d'autonomia anomenat Independència Efímera.
L'any 1844 s'inicià la gesta independentista, preconitzada per Juan Pablo Duarte, un jove de posició acomodada que havia estudiat a França i amb ideals nacionalistes; i dirigida per Francisco del Rosario Sánchez i Ramón Matías Mella. La independència es va assolir el 27 de febrer del 1844.
A partir d'aquest moment, i sense un lideratge sòlid dels seus dirigents, s'inicia una era dominada per hisendats que tenien poder econòmic, alternant-se els governs durant breus períodes. Durant aquest temps, grups interns no se sentien contents amb l'autonomia i van buscar annexar-se novament a Espanya, fet que van assolir el 1861.
El 1865 es recupera la independència, passant novament a una etapa de falta de lideratge i canvis continus de governant. Aquesta situació va durar fins que Ulises Heureaux (Lilís) va instal·lar la seva dictadura durant 12 anys (1887-1899) quan va ser assassinat.
A començament del segle xx, la inestabilitat política i econòmica i l'endarreriment en els pagaments dels emprèstits realitzats durant el segle xix, van donar motiu al que es va denominar la Primera Invasió Estatunidenca de la Hispaniola, que es va estendre des del 1916 fins al 1924. Durant el període 1924-1930, l'economia dominicana va viure un període que es va denominar la Danza de los Millones, motivat principalment per l'augment en els preus internacionals de la canya de sucre.
Entre 1930 i 1961 el país va estar sota la dictadura de Rafael Leónidas Trujillo. L'Era Trujillo fou l'època més fosca de la història dominicana. Malgrat tot, el país va conèixer una certa bonança econòmica gràcies a l'exportació de sucre, principalment als Estats Units. Després de l'eliminació del Moviment 14 de Junio (1959) i l'assassinat de les germanes Mirabal, el règim va començar a decaure ràpidament fins que Trujillo va ser assassinat el 1961.
Després de la seva mort, el país va passar per diverses direccions polítiques entre les quals es troben la del Prof. Juan Bosch que va ser derrocat als set mesos, un triumvirat i una intervenció armada estatunidenca el 1965. El 1966 Joaquín Balaguer va ascendir al poder i es va mantenir en ell durant un període de dotze anys, en un govern dictatorial en el qual va fer ús de fraus electorals i repressions sobre els seus opositors polítics.
Durant les eleccions de l'any 1978, resulta electe Antonio Guzmán Fernández, de l'opositor Partit Revolucionari Dominicà (PRD). Va ser el primer govern triat pel vot popular des del 1924. El seu mandat es va caracteritzar per ser un dels més liberals que havia tingut la República Dominicana en dècades. Acaba quan Guzmán se suïcida el 1982. Va ser succeït pel vicepresident de torn, Jacobo Majluta, qui va governar per 43 dies.
El 1982 guanya les eleccions Salvador Jorge Blanco, del llavors partit governant, el PRD. El 1986 reprèn el poder Joaquín Balaguer, qui en aquell temps tenia prop de vuitanta anys.
El 1990 resulta guanyador d'unes eleccions enterbolides per denúncies de fraus per part de Juan Bosch, del Partit de l'Alliberament Dominicà. El 1994, Joaquín Balaguer resulta novament vencedor en les eleccions, però sota al·legats de frau i d'impediments per a votar de militants opositors, veu retallat el seu període presidencial a dos anys, acordant pactar eleccions pel 1996.
El 1996 resulta electe Leonel Fernández. El 2000, Hipólito Mejía ascendeix al poder executiu i el 2004, Leonel Fernández novament.

## Política

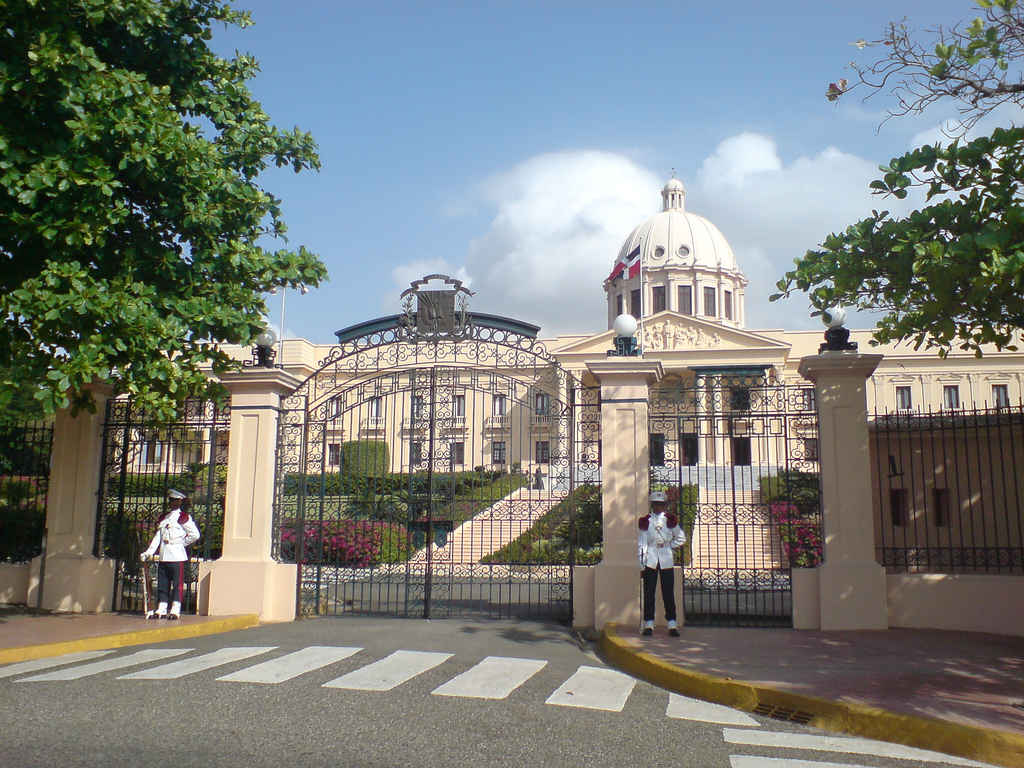
Palau Nacional de la República

La República Dominicana és una democràcia representativa. Els poders es divideixen en tres: Poder Executiu, Poder Legislatiu i Poder Judicial. El president nomena el Gabinet, executa les lleis provinents del Poder Legislatiu i és el Comandant en Cap de les Forces Armades(Exèrcit Nacional, Força Aèria Dominicana i Marina de Guerra). El president i el vicepresident es postulen sota la mateixa candidatura i són triats per vot directe cada quatre anys.
El Poder Legislatiu està conformat per dues càmeres: el Senat amb 31 representants i la Cambra de Diputats amb 152.
El president de la República Dominicana és triat per a un període de 4 anys en anys divisibles per 4. Les eleccions al Congrés i municipals són cada quatre anys, celebrades en anys parells no divisibles per quatre.
Les eleccions s'efectuen el dia 16 de maig, i sufraguen el vot les persones (homes i dones) majors de 18 anys amb el document nacional d'identitat, o cèdula.

## Subdivisió administrativa
La República Dominicana es divideix en 31 províncies (capital entre parèntesis). A més, la capital està compresa dins un Distrito Nacional.
1. Azua (Azua de Compostela)
2. Baoruco (Neiba)
3. Barahona
4. Dajabón
5. Duarte (San Francisco de Macorís)
6. Elías Piña (Comendador)
7. El Seibo
8. Espaillat (Moca)
9. Hato Mayor
10. Independencia (Jimení)
11. La Altagracia (Higüey, Punta Cana)
12. La Romana
13. La Vega
14. María Trinidad Sánchez (Nagua)
15. Monseñor Nouel (Bonao)
16. Monte Cristi
17. Monte Plata
18. Pedernales (República Dominicana)
19. Peravia (Baní)
20. Puerto Plata
21. Salcedo
22. Samaná
23. Sánchez Ramírez (Cotuí)
24. San Cristóbal
25. San José de Ocoa
26. San Juan
27. San Pedro de Macorís
28. Santiago
29. Santiago Rodríguez (Sabaneta)
30. Santo Domingo (Santo Domingo Este)
31. Valverde (Mao)

## Geografia
Té una extensió de 48.730 km².

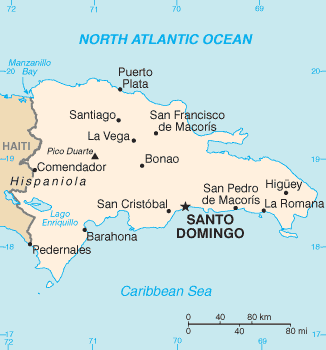
Mapa de la República Dominicana

El territori de la República Dominicana comprèn la part oriental (74%) de l'illa Hispaniola o de Santo Domingo, situada al Mar Carib, que és la segona illa més gran de les Antilles. L'extensió total és de 48.442 km², dels quals 350 km² estan coberts per aigua. Les dimensions màximes són:
- 390 km d'est a oest (Cap Enganyo a les Lajas)
- 265 km de nord a sud (Cap Isabela a Cap Beata)

Limita a l'oest amb la República d'Haití (276 km de frontera) i està separat a l'est de l'illa de Puerto Rico pel Canal de la Mico. Confina al nord amb l'oceà Atlàntic al llarg de 586 km de costa i al sud amb el Mar Carib en una distància de 545 km.
La ciutat més gran del país i la més metropolitana és Santo Domingo, la capital, que es troba a la costa sud.
Hi ha moltes illes petites que formen part del territori dominicà. Les dues illes més grans a prop de la costa són Saona, al sud-est, i Beata, al sud-oest.

### Relleu
El territori dominicà ofereix un aspecte muntanyenc en la seva major part, amb quatre eixos orogràfics principals, orientats d'oest a est. La Serralada Central és la més important de l'illa, amb el Pic Duarte de 3.087 m, la màxima elevació de les Antilles. Altres sistemes muntanyosos són la Serralada Septentrional, la Serralada Oriental, la Serra de Yamasá, la Serra de Samaná, la Serra de Bahoruco, la Serra de Neiba i la Serra Martín García.
Entre aquests sistemes muntanyencs hi ha grans valls com la Vall del Cibao, Vall de Bonao, Vall de Neiba, Vall de San Juan, Vall de Villa Altagracia, Vall de Constanza, i la Vall de Jarabacoa.
Trobem també les planes costaneres del nord i les del sud.

### Clima
La República Dominicana té un clima predominantment tropical on les pluges són abundants, una temperatura mitjana entre els 25 i 35 °C, amb poques excepcions en regions amb una gran altitud on la temperatura pot baixar fins a -15 °C a l'hivern. El dia té una durada entre 11 i 13 hores a l'any, segons la temporada.
L'estació plujosa abasta des d'abril fins a novembre, especialment els mesos de maig, agost, i setembre. Per les seves pluges torrencials durant aquesta època es pateixen nombrosos corriments de terra. La part més seca del país es troba a l'oest. És propensa al pas d'huracans, de mitjana 2 o 3 cada any, una tempesta tropical cada any, i inundacions. Els huracans són més probables entre agost i octubre. L'última vegada que un huracà de categoria 5 va arrasar el país va ser l'Huracà David, va ser el quart cicló tropical nomenat, el segon huracà i el primer huracà de major magnitud de la temporada d'huracans a l'Atlàntic de 1979. Com a huracà de categoria 5 en l'escala de Saffir-Simpson, l'huracà David va ser un dels més mortífers de l'última meitat del segle xx. Va matar més de 2.000 persones durant el seu pas, majoritàriament a la República Dominicana. Cap al 2011 segueix sent l'únic huracà que ha tocat terra a la República Dominicana amb una intensitat de categoria 5.

## Demografia
Població: La població de la República Dominicana el 2021 es va estimar per les Nacions Unides en 10,597,348, quedant en el lloc número 87 en població entre les 193 nacions del món. En aquest any, aproximadament el 6,29% de la població tenia més de 65 anys, mentre que el 26,85% de la població era menor de 15 anys. Hi havia 99,79 homes per cada 100 dones al país el 2020. Ètnicament, més del 70% de la població és d'origen mixt (mulats, zambos, cambujos i mestissos). El 30% és de raça pura sense barreja (on els descendents d'europeus constitueixen el 16,1% i els negres sense barreja l'15,8%) i d'altres són un 0,3%.
Religió: El cristianisme és professat pel 87,5% de la població (catòlics 66,5%, evangèlics 17,4%, mormons 2,2% i testimonis de Jehovà 1,4%). En aquestes últimes dècades el protestantisme ha experimentat un avivament al país. El 2,3% pertany a una altra religió mentre que el 10,2% no professa cap religió.
Es va estimar pel govern dominicà que la densitat de població el 2021 era de 225 per km², i el 84,5% de la població vivia en zones urbanes.
La capital, Santo Domingo, tenia una població metropolitana de 3 milions el 2021. Altres ciutats importants són Santiago de los Caballeros (1.200.000), San Pedro de Macorís (217.899), La Romana (208.437), Puerto Plata (146.000), San Francisco de Macorís (124.763), Higüey (123.787) i La Vega (102.426). Segons les Nacions Unides, la taxa de creixement de la població urbana per al període 2000-2005 va ser d'un 2,3%.

## Economia

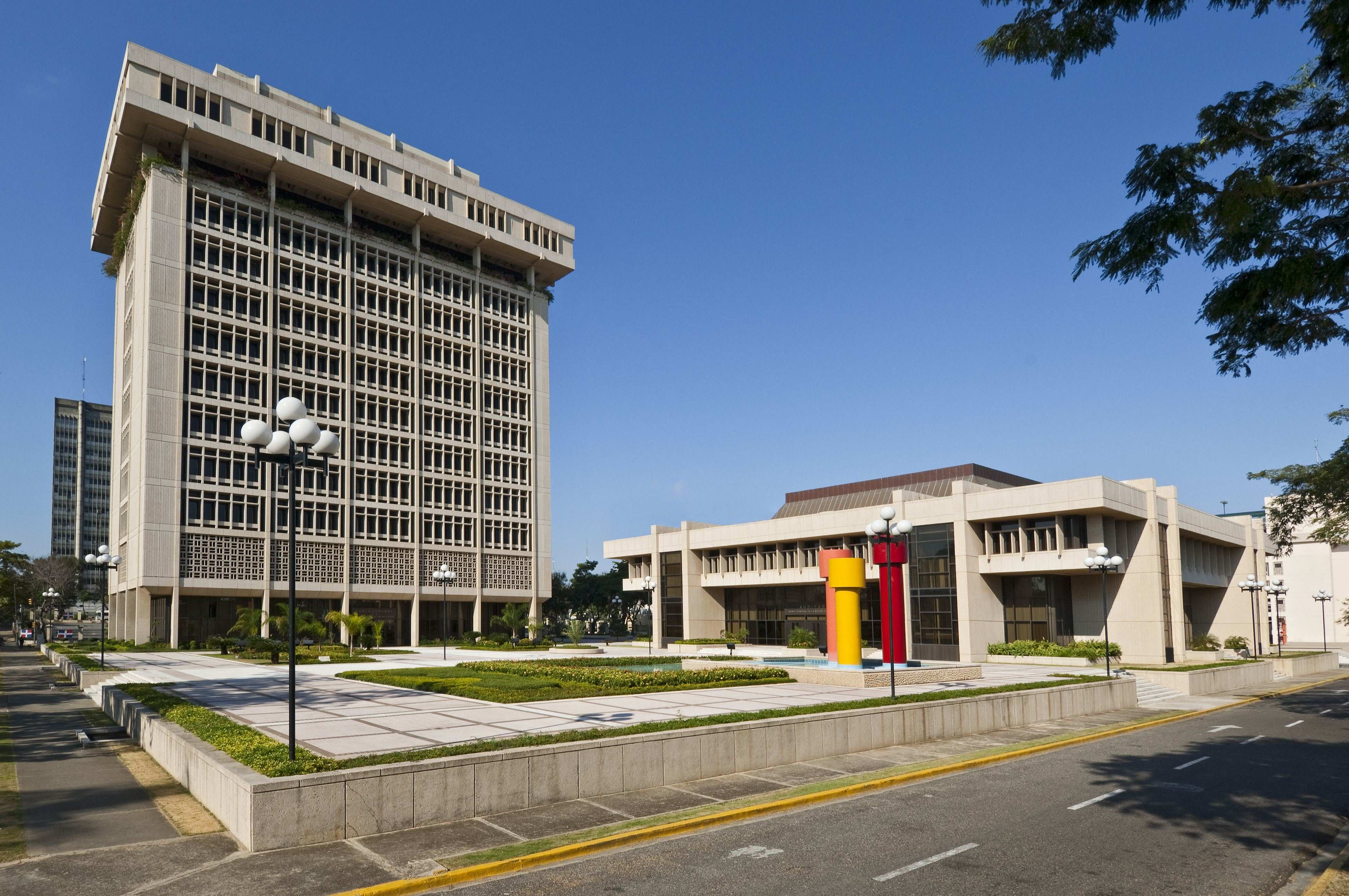
Banc Central de la República Dominicana.

La República Dominicana té la segona economia més gran (segons el Departament d'Estat dels Estats Units) de l'Amèrica Central i el Carib. És el centre de majors ingressos dels països en desenvolupament amb un PIB per capita de 9.208 $ el 2007, que és relativament alt a l'Amèrica Llatina. En el trimestre gener-març de 2007, va experimentar un creixement excepcional d'un 9,1% el seu PIB, la qual cosa va estar per sota del 10,9% de l'any anterior en el mateix període. El creixement va ser impulsat per les importacions, seguit per les exportacions i les finances. El seu principal aeroport és l'Aeroport Internacional de Punta Cana.
La RD depèn principalment dels seus recursos naturals i els serveis governamentals. Encara que el sector serveis recentment ha superat a l'agricultura com el principal ocupador (degut principalment al creixement en el turisme i les Zones Franques), l'agricultura encara és el sector més important en termes del consum intern i es troba en segon lloc, darrere de la mineria, en termes dels ingressos d'exportació. El sector serveis en general ha experimentat un creixement en els últims anys, com la construcció. Les Zones de Lliure Comerç i el turisme són els sectors d'exportació de més ràpid creixement. El turisme immobiliari va representar US $ 1,5 mil milions en guanys. Les remeses dels dominicans que viuen a l'estranger van ascendir a gairebé US $ 3,2 mil milions en 2007.
El creixement econòmic té lloc malgrat una escassetat crònica d'energia, que causa apagades freqüents i preus molt alts en la tarifa. Malgrat un dèficit cada vegada més gran del comerç de mercaderies, els ingressos del turisme i les remeses han ajudat a construir les reserves de divises.
Arran de la crisi econòmica des de la finas de la dècades 80 fins a l'any 1990, durant el qual el producte intern brut (PIB) es va reduir fins a un 5% i la inflació de preus al consumidor va assolir un nivell sense precedents del 100%, la República Dominicana va entrar en un període de creixement i reducció de la inflació fins al 2002, després l'economia va entrar en recessió.